# Rock Feliho
Rock Feliho, né le 13 août 1982 à Cotonou au Bénin, est un ancien handballeur français qui a évolué au plus haut niveau pendant plus de vingt ans. Initialement basé sur des postes d'arrière gauche ou de demi-centre, il s'est peu à peu spécialisé dans les tâches défensives, au point d'être élu à quatre reprises meilleur défenseur du championnat de France.

## Biographie
Né à Cotonou au Bénin le 13 août 1982, Rock Feliho arrive en France à l'âge de 6 ans avec sa famille qui s'installe alors à Chalon-sur-Saône en Bourgogne.
Passionné de football et grand fan de l'Olympique de Marseille, c'est un peu par hasard qu'il se retrouve sur les terrains de handball. Mais très vite, on décèle son fort potentiel de joueur polyvalent en attaque comme en défense et il s'oriente vers un cursus de sport études à Dijon sous l'égide d'Alain Quintallet.
Repéré comme futur talent du handball français, il rejoint en 2000 à tout juste 18 ans le club du SC Sélestat (D1) et devient également capitaine de l'équipe de France jeunes aux côtés notamment de Michaël Guigou (Montpellier), Aurélien Abily (Angers), François-Xavier Chapon (Cesson)...
Après quatre années à Sélestat, il se donne pour challenge de rejoindre le club du HBC Villefranche-en-Beaujolais, tout juste promu en première division avec le désir de contribuer à la progression de cette équipe. En 2006, alors que Villefranche est relégué en 2e division, il cherche à jouer dans le meilleur championnat du monde, la Bundesliga. S'y prenant toutefois un peu tard, il ne parvient à rejoindre que la 2e division et le TSG Münster. Ce pari se révèlera payant car, au terme d'une saison où il termine parmi les 5 meilleurs buteurs du championnat, il se fait remarquer par le club du HBW Balingen-Weilstetten, ce qui lui permet d'évoluer dans l'élite Allemande pendant 3 saisons,.
En juillet 2010 et à l'âge de 28 ans, il retrouve la France et rejoint le HBC Nantes où il devient capitaine. Toutefois, alors qu'il était uniquement utilisé en attaque en Allemagne, Thierry Anti décide de le faire jouer en défense. Passé l'effet de surprise, il parvient finalement à s'adapter à sa nouvelle fonction et, à l'issue d'une première saison terminée à la 5e place, il contribue à la première qualification européenne du club. 
En mars 2012, il signe à compter de la saison suivante au Fenix Toulouse,, avec l'espoir de se faire remarquer par Claude Onesta et ainsi intégrer l'équipe de France. Il termine toutefois son contrat à Nantes avec succès puisque le club continue sa progression avec une 4e place en championnat grâce à une victoire à Dunkerque lors du dernier match et, à titre personnel, Feliho est distingué meilleur défenseur du championnat.
Finalement, il arrive à l'été 2012 dans un club qui a perdu son président et principal actionnaire et qui doit alors faire face à d'importants problèmes financiers. Refusant la baisse de salaire de 20% proposé par la direction, il revient finalement au HBC Nantes 4 mois après l'avoir quitté.

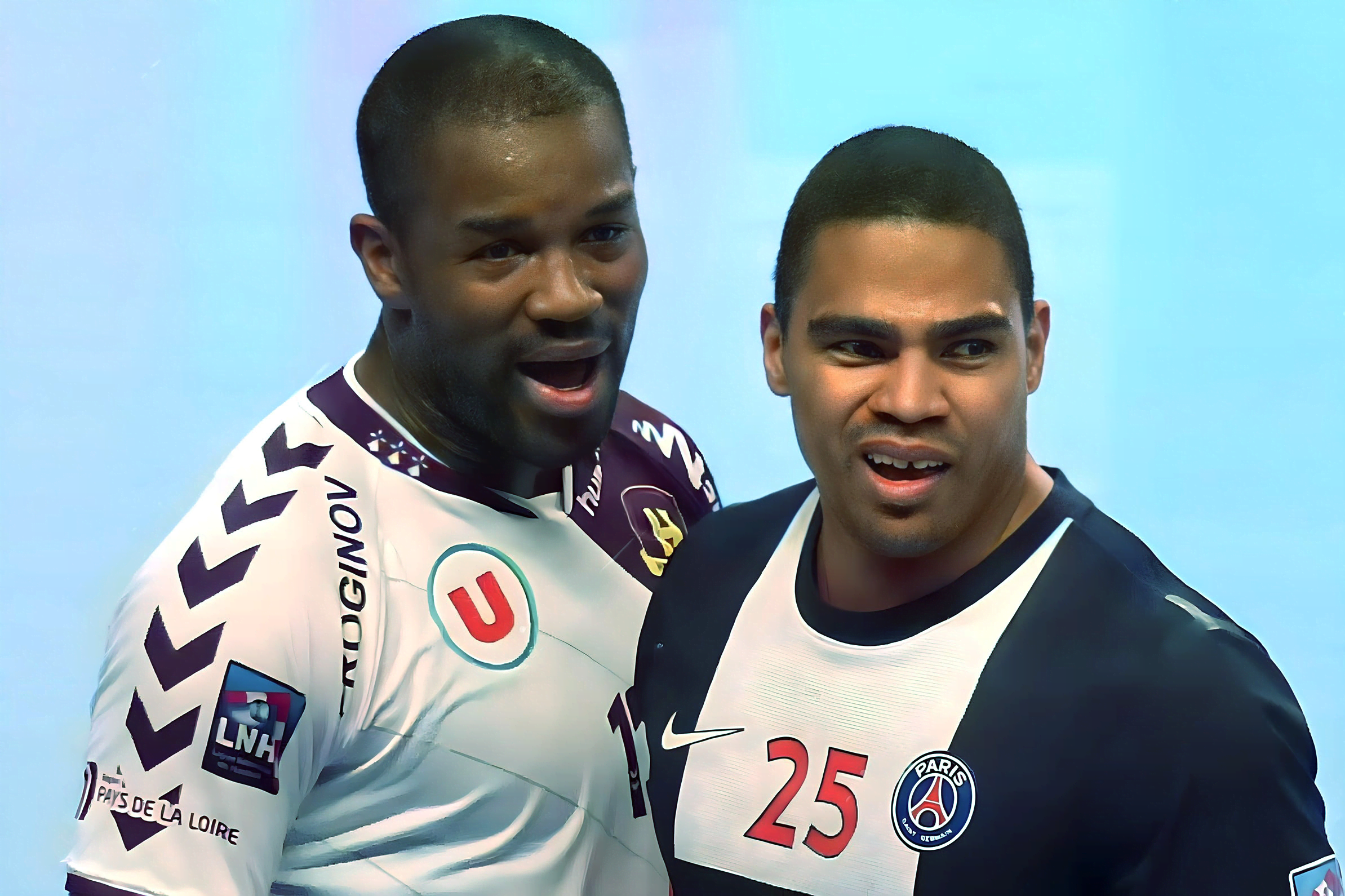
Rock Feliho, au marquage de Daniel Narcisse, en 2014.

S'il rate les premiers matchs de la saison, il contribue à réaliser la meilleure saison de son club avec une finale en Coupe de la Ligue et surtout la finale de la Coupe de l'EHF. Dans un club désormais installé dans le Top 5 français, il remporte à nouveau le titre de meilleur défenseur du championnat de France en 2012-2013 et 2013-2014. En 2020, il reprend des études à l'EM Lyon Business School.
En 2021, il met un terme à sa carrière après le deuxième Final Four du club en Ligue des champions

## Palmarès

### En club
Compétitions internationales
- Finaliste de la Ligue des champions (C1) en 2018
  - Quatrième en 2021
- Finaliste de la Coupe de l'EHF (C3) en 2013 et 2016

Compétitions nationales
- Vainqueur de la Coupe de la Ligue (1) : 2015
  - Finaliste en 2013 et 2017
- Vainqueur de la Coupe de France en 2017
  - Finaliste en 2015
- Vice-champion de France en 2017 et 2020
- Finaliste du Trophée des champions 2016

### Récompenses individuelles
- élu meilleur défenseur du championnat de France (4) : 2011-2012, 2012-2013, 2013-2014, 2017-2018.